# Tetemi
Tetemi är en ort i Mexiko.   Den ligger i kommunen Ocotepec och delstaten Puebla, i den sydöstra delen av landet, 150 km öster om huvudstaden Mexico City. Tetemi ligger 2 415 meter över havet och antalet invånare är 239.
Terrängen runt Tetemi är kuperad åt nordväst, men åt sydost är den platt. Runt Tetemi är det ganska glesbefolkat, med 36 invånare per kvadratkilometer. Närmaste större samhälle är Libres, 9,9 km söder om Tetemi. I omgivningarna runt Tetemi växer huvudsakligen savannskog.